# Alan Wake’s American Nightmare
Alan Wake’s American Nightmare (рус. Американский Кошмар Алана Уэйка) — видеоигра 2012 года, разработанная финской компанией Remedy Entertainment и изданная Microsoft Game Studios. Разработчики определяли жанр игры как «психологический экшен-триллер». Игра является интерквелом выпущенной в 2010 году игры Alan Wake и её полноценным сиквелом не является, хотя большая часть деталей игры изначально были задуманы именно для сиквела (сиквел анонсирован 9 декабря 2021).
Моделью для создания персонажа Алана Уэйка стал финский актёр и сценарист Илкка Вилли (род. 1975).
Изначально игра вышла 22 февраля 2012 года для Xbox 360, распространяясь через сеть цифровой дистрибуции Xbox Live Arcade. Своего рода игра показывает, каким должен был быть оригинальный Alan Wake пока разработчики не отказались от идеи делать sandbox. В 2021 году Remedy сообщила, что у компании нет планов по выпуску современной версии Alan Wake’s American Nightmare.

## Сюжет
После событий первой части прошло два года. Алану Уэйку так и не удалось выбраться из Тёмной Обители.
Однажды он попадает в Аризону и оказывается в вымышленном городе Найт Спрингс («Найт Спрингс» — сериал, который показывают по телевизору в первой части. Алан Уэйк в начале своей карьеры написал сюжет для одного эпизода сериала «Найт Спрингс», а точнее говоря, в одном из его эпизодов). Ведущий эпизода называет Алана Воином Света. Чтобы выбраться, Алану необходимо переписать реальность и тем самым уничтожить своего злого двойника — мистера Скрэтча, появляющегося в результате Тёмной Обители и мечтающего поработить сознание писателя.
Сначала Алан обнаруживает нефтяную вышку, из скважины которой появляются одержимые и нападают на него. Далее он обнаруживает отель и гараж, где встречает девушку по имени Эмма Слоун. Чтобы поменять реальность, он ищет три специальных предмета. По пути он то и дело натыкается на видеообращения Скрэтча, издевающегося над героем, и показывающего ему свои кровавые убийства. Алану, согласно рукописи, удаётся поменять реальность: нефтяная вышка рушится, но на Эмму нападают одержимые.
Затем Алан попадает в обсерваторию, где встречает доктора Рейчел Мидоус. Она говорит, что принимает сигнал и просит Алана принести проецирующую матрицу. Сквозь толпы Одержимых, Алан приносит матрицу, а потом открывает вентили для охлаждения телескопа. Доктор Мидоус даёт ему первую часть распечатки сигнала, являющегося ещё одним элементом переписывания реальности.
Спустя некоторое время Алан попадает в кинотеатр под открытым небом. Там он встречает девушку по имени Серена Вальдивия, оказывающуюся одержимой тьмой. Алан отправляется на электростанцию и, включив питание, изгоняет тьму из Серены. Но явившийся Скрэтч начинает грозить писателю и насылает на него армию одержимых. Алану удаётся выжить и добраться до девушки. После разговора с Сереной он направляется в здание с проектором, но путь ему преграждают три фонтана тьмы, из которых появляются одержимые. Алану удаётся попасть в здание с проектором, где он снова пытается поменять реальность, однако его планам мешает явившийся мистер Скрэтч, который немедленно отправляет героя назад во времени.
Алан появляется в том же месте, откуда он начал своё путешествие. Он совершает те же действия, что и в первый раз, но ему снова не удается спасти Эмму. В обсерватории он забирает вторую часть распечатки сигнала, а в здании с проектором Алан снова пытается поменять реальность, но опять оказывается в начале пути.
В третий раз Уэйку удаётся спасти Эмму, взять последнюю часть распечатки сигнала, и поменять реальность окончательно, запустив ленту фильма, снятую женой Алана Элис (эта лента является ключом к выходу из мира Спрингс), в результате чего мистер Скрэтч погибает от света прожектора.
В конце игры Алан стоит на вершине горы и целует свою жену Элис. Ведущий сериала говорит, что «Воину Света удалось победить тьму», и на этом эпизод Найт Спрингс заканчивается.
После титров можно увидеть, что всё происходящее в игре, по сути, было представлено как одна из серий Найт Спрингс. После того, как серия заканчивается, на диване перед телевизором просыпается Барри и сонно спрашивает: «Ал?».

## Отзывы, награды и продажи
| Сводный рейтинг       | Сводный рейтинг |
| Агрегатор             | Оценка          |
| --------------------- | --------------- |
| GameRankings          | 77,29 %         |
| Metacritic            | 76/100          |
| Иноязычные издания    |                 |
| Издание               | Оценка          |
| Eurogamer             | 70/100          |
| Game Informer         | 78/100          |
| GameSpot              | 70/100          |
| GamesRadar+           | 80/100          |
| IGN                   | 80/100          |
| Русскоязычные издания |                 |
| Издание               | Оценка          |
| Absolute Games        | 55/100          |

Летом 2018 года, благодаря уязвимости в защите Steam Web API, стало известно, что точное количество пользователей сервиса Steam, которые играли в игру хотя бы один раз, составляет 521 355 человек.